# دیانا مکرتچیان
دیانا گاگیکی مکرتچیان (ارمنی: Դիանա Գագիկի Մկրտչյան؛  ۲۴ نوامبر ۱۹۹۱) یک بازیگر سینما و تئاتر اهل ارمنستان است. وی از  سال میلادی تا کنون مشغول فعالیت می‌باشد.

## زندگی‌نامه
وی در 	۲۴ نوامبر ۱۹۹۱ در آخالکالاک به دنیا آمد و از انستیتو هنر نمایشی روسیه (۲۰۱۲) فارغ‌التحصیل شد. 